# Silverado (Kalifornien)
Silverado ist ein census-designated place (CDP) im Orange County im US-Bundesstaat Kalifornien mit 932 Einwohnern (Stand: 2020). 

## Geographie
Silverado liegt im Silverado Canyon im Santa-Ana-Gebirge, rund 20 Kilometer südöstlich von Irvine und 35 Kilometer südöstlich von Newport Beach. Die California State Route 241 verläuft in einer Entfernung von acht Kilometern im Westen.

## Geschichte
Der Name Silverado ist eine Wortkreation der Spanglish-Sprache, die einen Ort, an dem Silber gefunden wird kennzeichnet und ist eine Parallelwortbildung zu Eldorado, einem Ort, wo Gold gefunden wird. Die Gründung erfolgte 1878. Hauptlebensgrundlage der Einwohner war zunächst die Arbeit in Silberminen sowie in der Holzwirtschaft. Aufgrund der exponierten Lage im Silverado Canyon wurde der Ort zuweilen von Naturkatastrophen, wie Überschwemmungen und Buschfeuern heimgesucht.
Heute ist Silverado zunehmend im Tourismus aktiv. Der etwa acht Kilometer entfernte, im Nordwesten befindliche Irvine Lake ist ein für Vogelkundler und Angler beliebtes Reiseziel. Wanderer und Bergsteiger unternehmen Touren zu den östlich gelegenen Gipfeln des Santiago Peak und des Modjeska Peak.

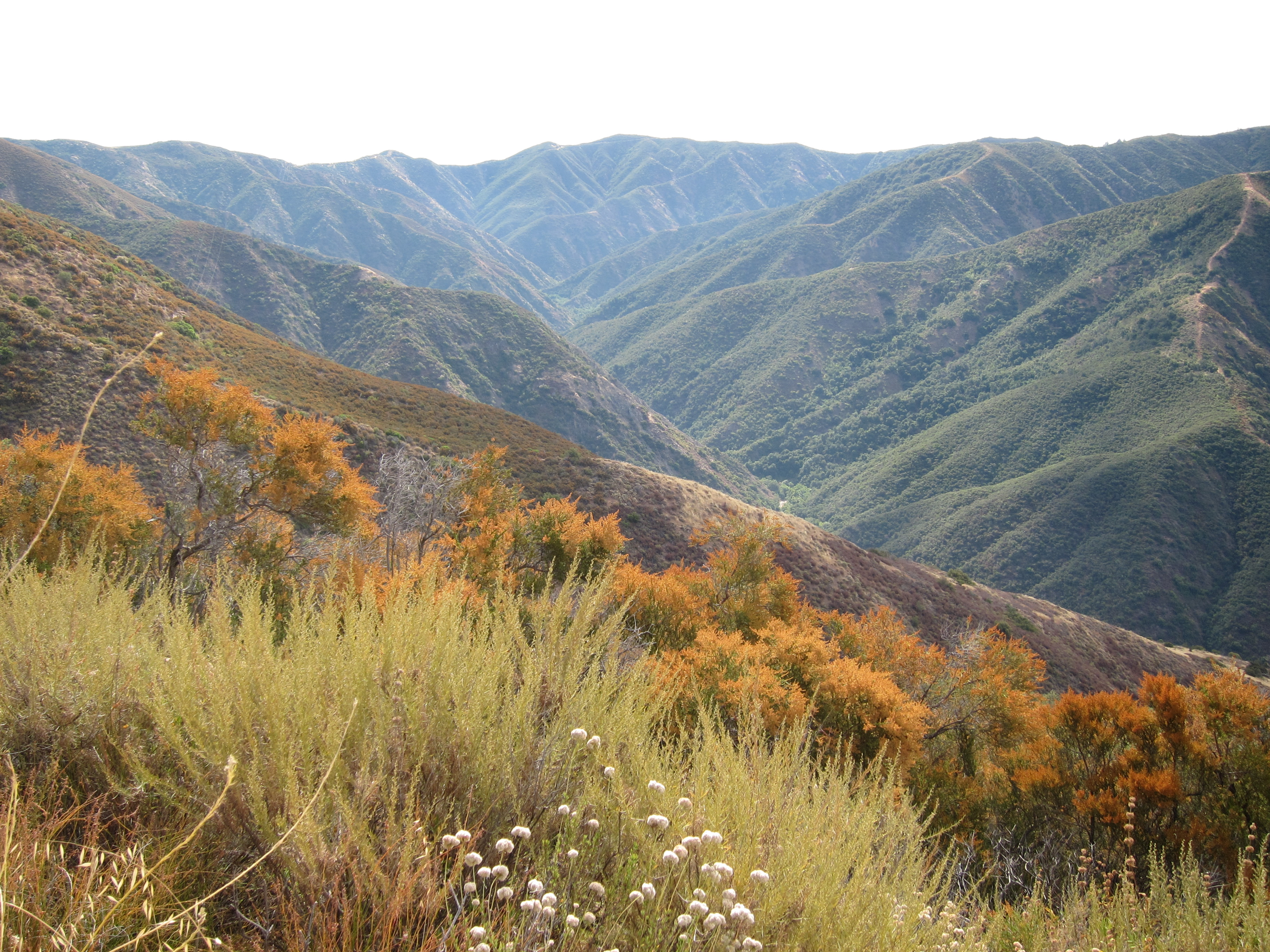
SilveradoCanyon
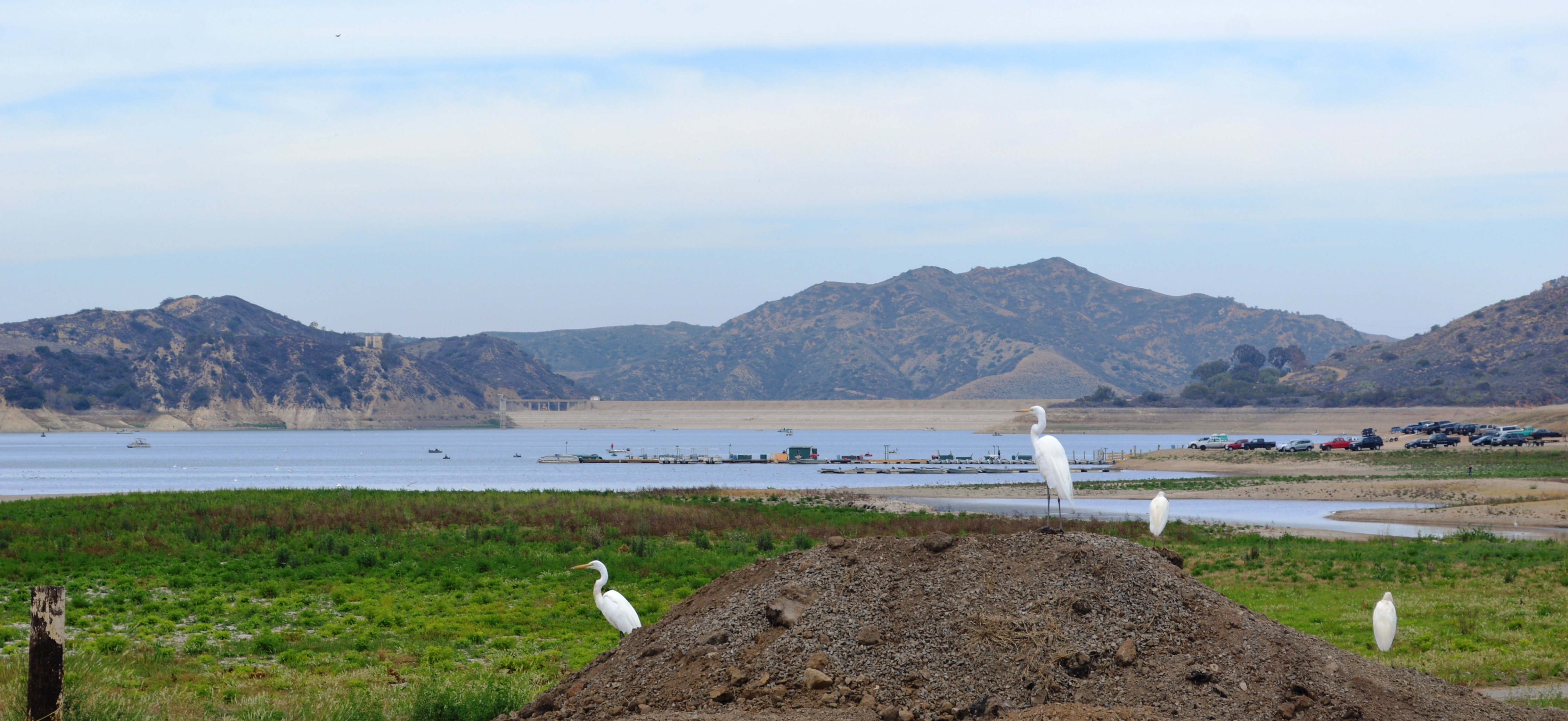
Irvine Lake
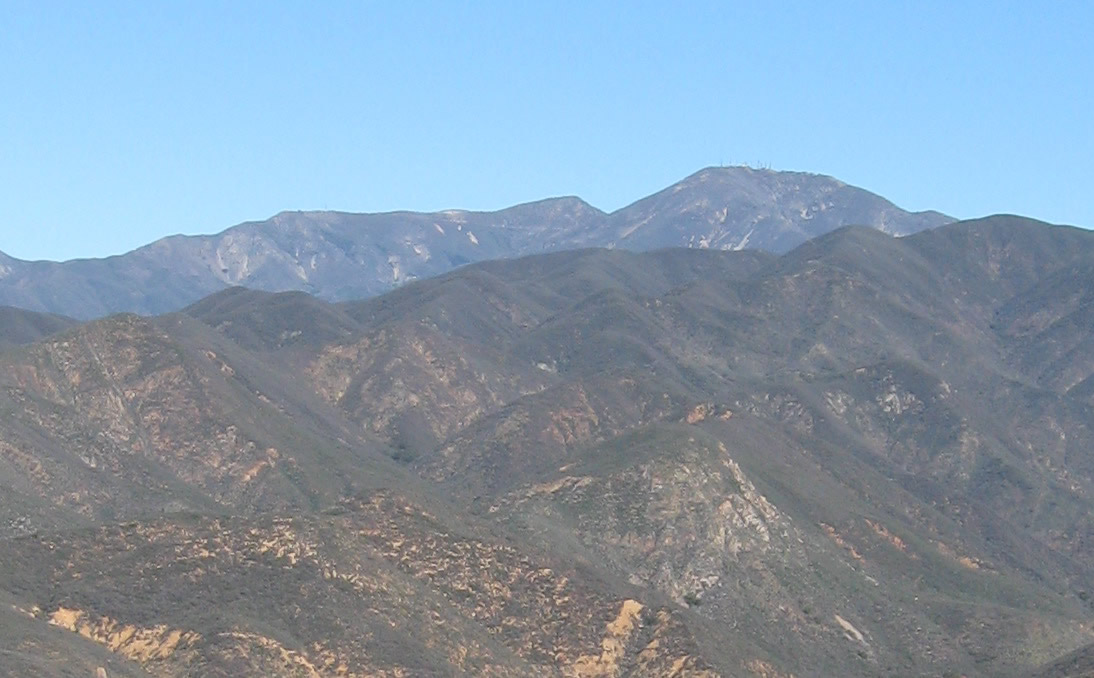
Santiago Peak
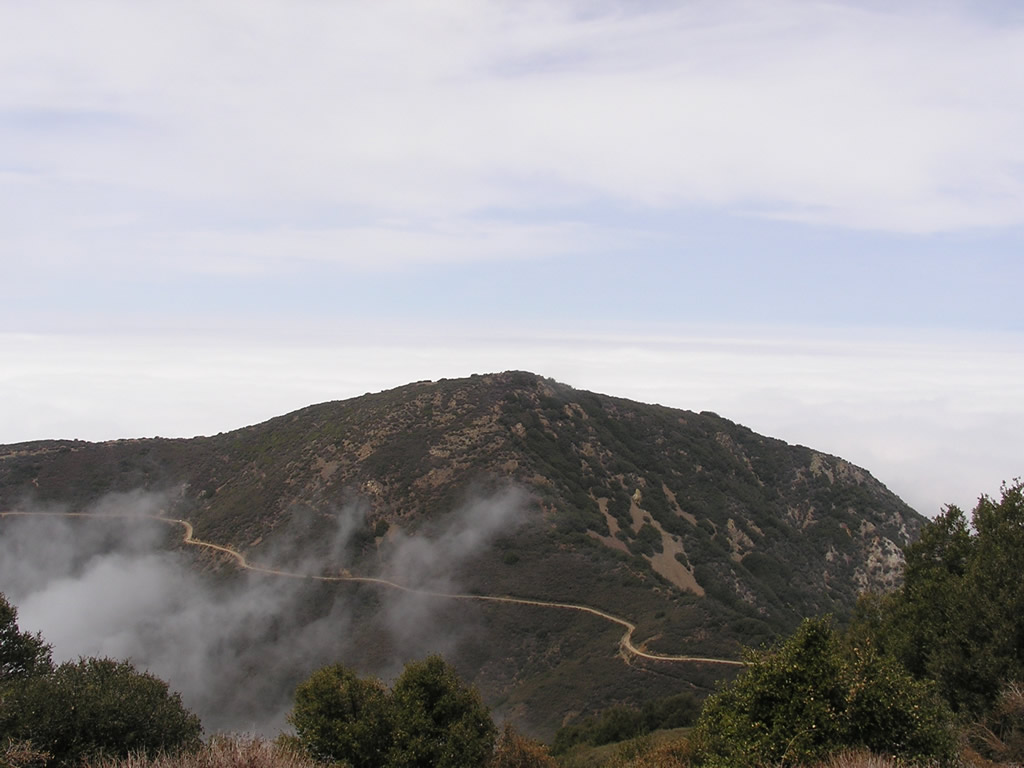
Modjeska Peak

## Demografie
Im Jahr 2010 ergab sich eine Bevölkerungszahl von 1945 Personen, was eine Verminderung um 7,5 % gegenüber 2000 bedeutet. Das Durchschnittsalter lag 2010 mit 44,4 Jahren deutlich oberhalb des Wertes von Kalifornien, der 32,1 Jahre betrug.